# Château de Troupiac
Le château de Troupiac est un château situé dans la commune de Viviers-lès-Montagnes dans le département du Tarn, en France et inscrit aux monuments historiques depuis le 7 décembre 1987.

## Situation
Le château est implanté sur une hauteur offrant un remarquable panorama sur la Montagne Noire.

## Historique
Le château a été construit vers 1840 par l'architecte Jean-Pierre Laffon, commandité par Armand de Vergeron, sous-préfet de Castres. S'il est relativement récent et ne repose pas sur un château fort médiéval, le site est occupé depuis très longtemps puisque des vestiges souterrains datent de l'époque gallo-romaine.

## Description
Le château, rectangulaire de style néoclassique, offre deux façades différentes en raison de la pente du terrain. L'une offre 7 travées de portes-fenêtres donnant sur le jardin. Elles sont surmontées d'autant de grandes fenêtres. De l'autre côté, trois portes et trois lucarnes donnent sur le parc. Au-dessus, sept travées de fenêtres à linteau en arc de cercle et au-dessus, sept autres fenêtres rectangulaires. Des deux côtés, une corniche soutient la toiture et intègre sept séries de trois petites lucarnes éclairant les combles.
Le rez-de-chaussée et le sous-sol abritent les cuisines. Le premier étage (de plain-pied sur l'autre façade) donne sur les pièces à vivre : salons et salle à manger. Au-dessus, se trouvent les chambres.